# Rue Pierre-Gourdault
La rue Pierre-Gourdault est une voie située dans le quartier de la Gare du 13e arrondissement de Paris, en France.

## Origine du nom
Elle porte le nom du peintre Pierre Gourdault (1880-1915), mort sur les champs de bataille de la Première Guerre mondiale.

## Historique
Ancien « passage d'Orléans », cette voie qui a absorbé une partie de l'impasse du Chevaleret prend son nom actuel en 1930 sur la proposition de riverains.

## Bâtiments remarquables et lieux de mémoire
- Fondation Michelle-Darty, à l'angle avec la rue Dunois.
- La rue donne accès au square Héloïse-et-Abélard et, en son sein, au no 22, à la Maison des cinq sens.

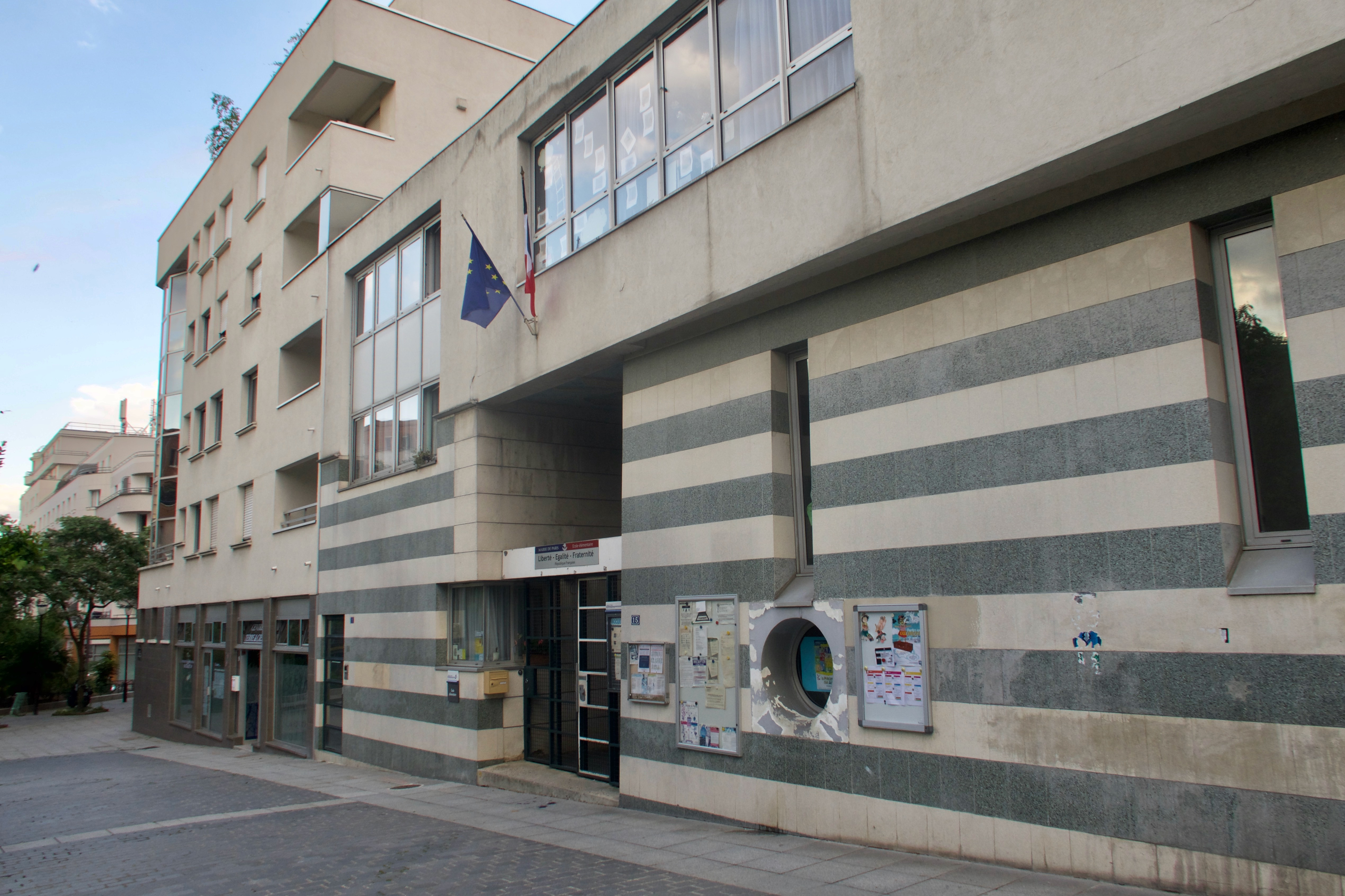
École élémentaire au no 11.
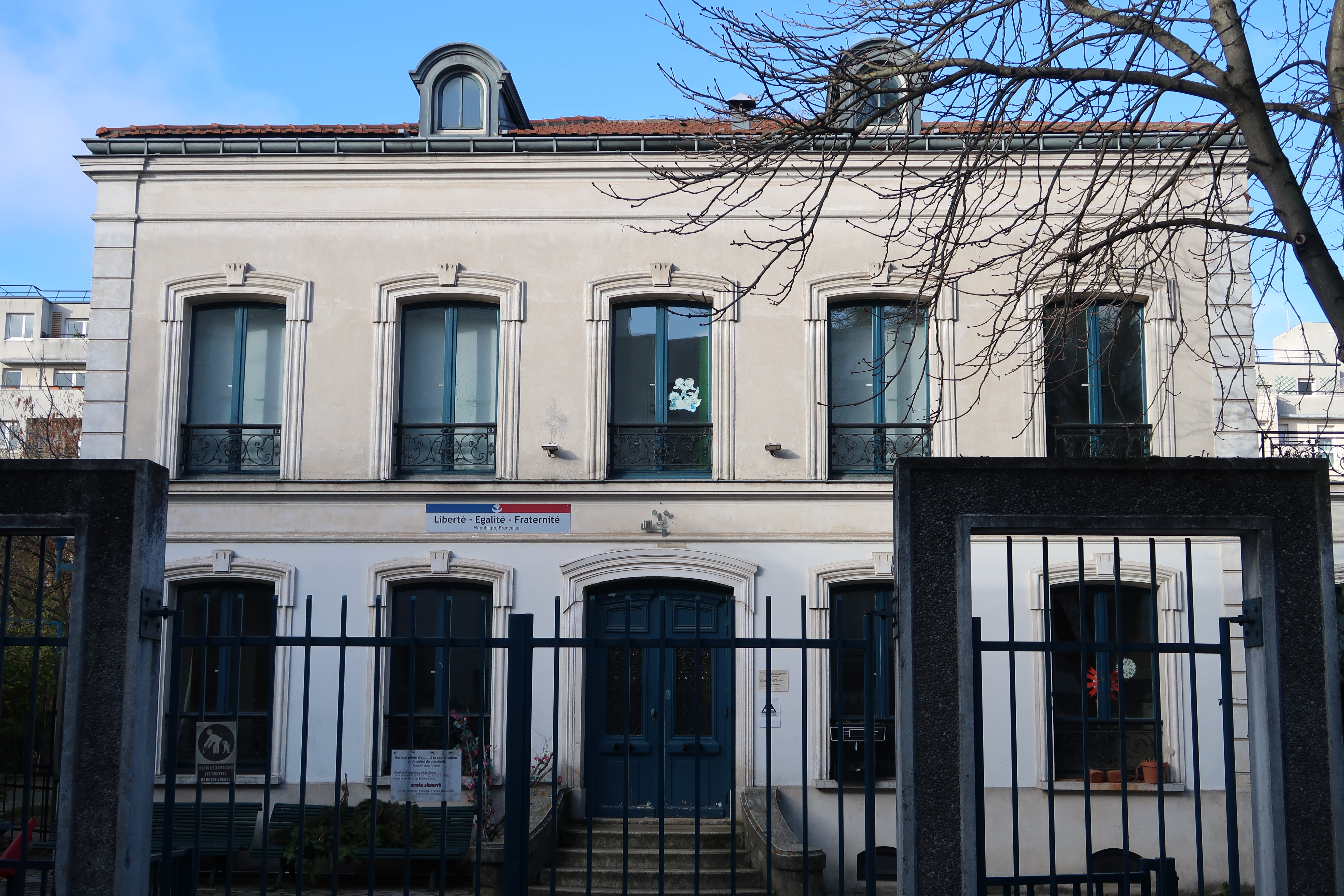
Maison des cinq sens.
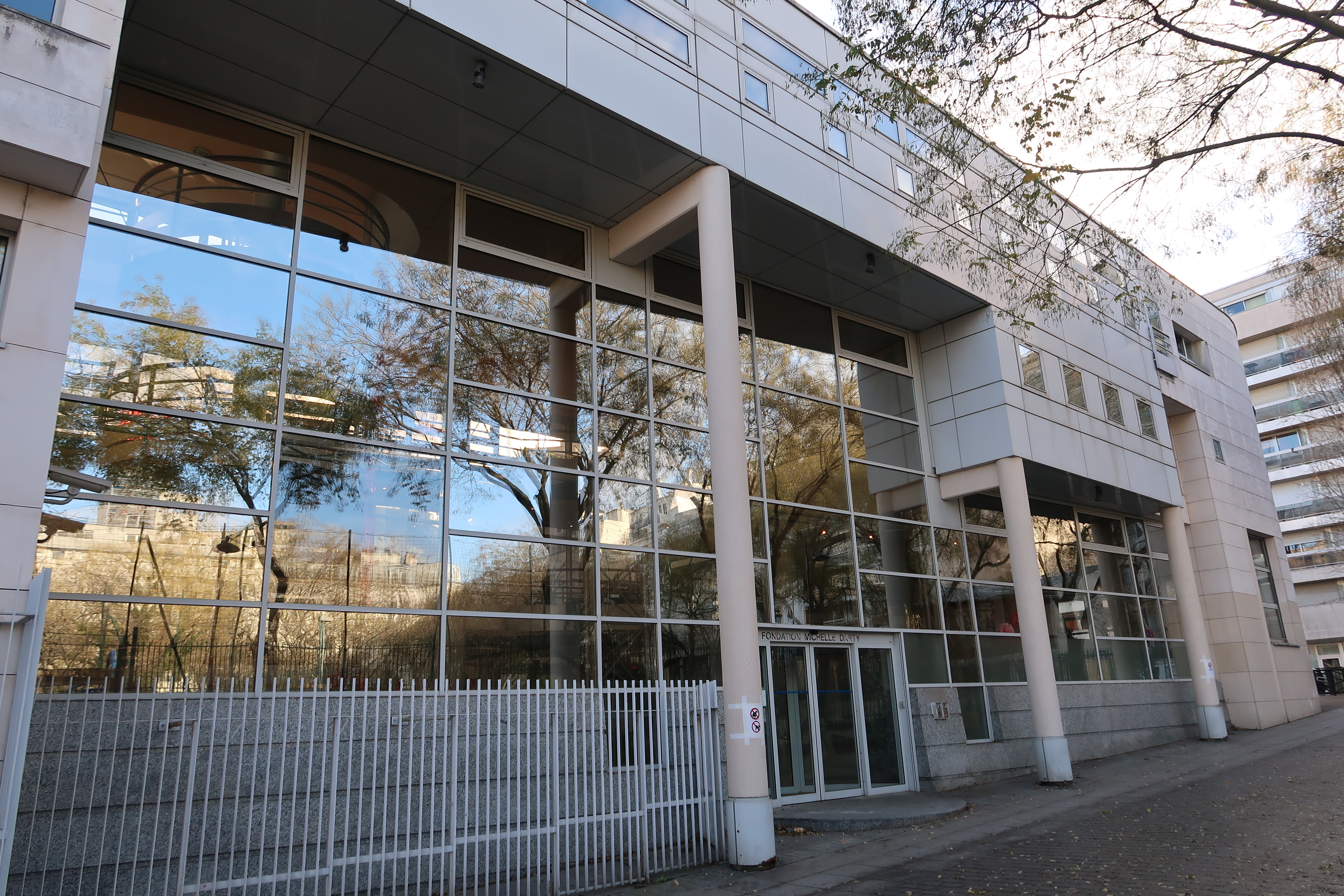
Fondation Michelle-Darty.